# Kandidatenlijst
De kandidatenlijst (of personenlijst of kieslijst) is een lijst waarop verkiesbare kandidaten van een politieke partij of fractie staan. Het is een onmiskenbaar onderdeel van een kiesstelsel met evenredige vertegenwoordiging op basis van partijlijsten. 
Als kiezers bij een stemming op het stembiljet hun voorkeur kunnen aangeven voor een individuele kandidaat van een partij wordt dit een 'personenstelsel' genoemd. In volledig open lijsten worden de kandidaten verkozen op volgorde van het aantal stemmen. Als kiezers enkel op een door het bestuur van de partij vastgestelde lijst kunnen stemmen wordt dit een 'lijstenstelsel' genoemd. In dit geval worden de kandidaten geselecteerd op basis van de lijstvolgorde. Kan er gekozen worden uit een kandidaat of een partij, dan is er sprake van een 'semi-open lijstenstelsel' of 'hybride lijstenstelsel'. 
De kandidatenlijst of kieslijst (passief kiesrecht) is niet te verwarren met de kiezerslijst, waar de kiesgerechtigden op staan die actief kiesrecht hebben.

## Lijstenstelsel
Lijsten zijn te onderscheiden in:

### Open kieslijsten (personenstelsel)
Kiezers brengen een stem uit op een individuele kandidaat en kunnen zo de samenstelling van de partij of fractie beïnvloeden. Bij 'volledig open lijsten', zoals in Finland, worden de kandidaten op de lijst verkozen op volgorde van het aantal behaalde stemmen. De lijst is dan niet meer dan een advies van de partij. In de meeste landen, zoals Nederland, kan de lijstvolgorde doorbroken worden door een bepaald aantal voorkeursstemmen te behalen. Dit wordt een stelsel met 'beperkte open lijsten' genoemd.

### Gesloten kieslijsten (lijstenstelsel)
Kiezers brengen een stem uit voor de lijst als geheel en kunnen geen invloed uitoefenen op de samenstelling van de fractie. Dit stelsel komt bijvoorbeeld voor in Duitsland (de tweede stem), Spanje en in Italië.

### Semi-open kieslijsten (hybride stelsel)
Kiezers brengen een stem uit op een individuele kandidaat of op een partijlijst. Dit biedt een balans tussen kiezersinvloed en partijcontrole. Dit stelsel komt onder andere in België en Denemarken voor. Daar kunnen voorkeurstemmen de volgorde van de kandidaten op de partijlijst beïnvloeden, maar de mate waarin dit gebeurt verschilt per land.

### Overige
- Bij verkiezingen voor de Duitse Bondsdag hebben kiezers twee stemmen: één op een lokale kandidaat via een open lijst, en één op een nationale partij via een gesloten lijst. Dit stelsel wordt ook in Nieuw-Zeeland gebruikt.
- In Ierland wordt er gewerkt met gerangschikt stemmen (enkelvoudige overdraagbare stem) waarbij de kiezer de kandidaten in een volgorde naar keuze kan zetten.
- In sommige stelsels heeft de kiezer net zoveel stemmen als er zetels te verdelen zijn. Hij mag ook op kandidaten van andere lijsten stemmen (panacheren) en meestal ook tweemaal op dezelfde kandidaat stemmen (cumuleren). De kiezer kan een leeg stembiljet volschrijven, maar mag ook een door een partij voorgedrukt stembiljet gebruiken, waarbij hij namen mag doorstrepen en vervangen door andere. Net als bij de volledig open lijst, worden de kandidaten verkozen op volgorde van het aantal behaalde stemmen. Dit stelsel wordt in Zwitserland gebruikt voor de verkiezingen van de Nationale Raad en de kantonsparlementen.

## Nederland
Nederland hanteert een systeem van open lijsten, waarbij de volgorde van kandidaten op de lijst door de partij wordt bepaald. Hoewel deze volgorde, net zoals bij een gesloten lijst, in principe leidend is, kan zij worden doorbroken als een kandidaat voldoende voorkeurstemmen behaalt. In Nederland ligt deze drempel op 25% van de kiesdeler. Bij de meeste verkiezingen lukt het slechts één of twee kandidaten om met voorkeurstemmen verkozen te worden, wat het beperkte open karakter van het systeem benadrukt. Als reactie hierop adviseert de Kiesraad het wetsvoorstel van het stelsel 'met één stem meer keus' wat neerkomt op introductie van een hybride lijst.

## Posities
Tijdens een verkiezing kan er één algemene kandidatenlijst of verschillende kandidatenlijsten zijn. In het laatste geval wordt een kandidatenlijst normaliter gevuld met leden van een groepering. Soms kunnen groeperingen ook samen één kandidatenlijst opstellen, zoals bij een kartellijst. In sommige landen is er op de lijst ook plaats voor niet-leden zoals verruimingskandidaten.
De eerste kandidaat op de kandidatenlijst wordt de lijsttrekker genoemd. De laatste kandidaat op de lijst is de lijstduwer, die veelal staat op een onverkiesbare plek. Vaak is dit een bekende persoon die op de lijst staat om meer stemmen voor de partij te halen. In de meeste gevallen zal deze kandidaat zijn zetel niet innemen, mocht hij met voorkeurstemmen worden verkozen.
Er kan in een kiessysteem ook een onderscheid gemaakt worden op een kandidatenlijst tussen effectieve kandidaten en opvolgers. Deze laatste kunnen niet rechtstreeks verkozen worden, maar nemen de functie op wanneer een effectief verkozen kandidaat zijn mandaat opgeeft (wegens overlijden, ontslag of een andere reden). Andere kiessystemen, vooral meerderheidsstelsels zoals in de Verenigde Staten, voorzien in een buitengewone verkiezing om een opvolger aan te duiden.

## Vaststellingsprocedure
De procedures voor het samenstellen van de kandidatenlijst van een politieke partij verschillen per partij. In Nederland is het gangbaar dat het partijbestuur een kandidatencommissie benoemt die op zoek gaat naar kandidaten en hun kwaliteiten beoordeelt. Zij stellen een concept-kandidatenlijst voor aan het partijcongres dat hier wijzigingen op kan indienen. Uiteindelijk keurt het congres de lijst als geheel toe. Soms wordt de lijsttrekker in een aparte procedure benoemd, zoals een ledenreferendum (dit is in Nederland het geval bij de PvdA, de VVD en GroenLinks) of legt de kandidatencommissie geen volgorde vast. Bij sommige partijen hebben de leden direct, of via provinciale afdelingen, veel invloed op de volgorde van de lijst.

## Lijstverbinding
In sommige landen is het mogelijk om de kandidatenlijsten onderling te 'verbinden' zodat reststemmen kunnen worden overgedragen naar een andere partij, waardoor een restzetel gewonnen kan worden. Een dergelijke verbinding wordt een lijstverbinding genoemd. Een verbinding tussen lijsten (van dezelfde partij) in verschillende kieskringen wordt apparentering genoemd.